# 井氷鹿
井氷鹿（いひか）は、日本神話に登場する神。『古事記』では井氷鹿、『日本書紀』では井光と表記されており、『新撰姓氏録』では、加弥比加尼（かみひかね）、豊御富（とよみほ）、水光姫（みひかひめ）、水光神（みひかのかみ）と呼ばれ、女神とされている。

## 概要
『記』の記述には、神武天皇が東征のおり、熊野から吉野（大和）へ入り、贄持之子の次に出会った神とされ、光る井から出て来た上に、尾のある人（有尾人）であったとしている（『紀』では、「光りて尾あり」と記述されるのみ）。天皇がお前は誰かと問うと、「私は国津神で、名を井氷鹿」と答え、吉野首等（よしののおびとら）の祖なりと記される。
ここでいう井とは後世でいうような地中を掘った井戸ではなく、川岸に桁（木を井の字形に組んだもの）を出したものとみられ、「井氷鹿が井から出て来た」とは、「川から上がって来た」といった意味と考えられる（『記』の場合、「光る川」という意味になる）。
尾については臀部に何かをぶら下げていたとも解釈されている。また神武天皇が吉野に入って3番目に出会う国津神である石押分之子（国巣の祖、『紀』では「磐排別之子」と表記）についても「尾のある人」と記述されている。
『記紀』共に性別に関しての記述はないが、『新撰姓氏録』の「大和国神別地祇の吉野連」の祖に加弥比加尼（かみひかね）とあり、「諡神武天皇行幸吉野。到神瀬。遣人汲水。使者還曰。有光井女。天皇召問之。汝誰人。答曰。妾是自天降来白雲別神之女也。名曰豊御富。天皇即名水光姫。今吉野連所祭水光神是也」との記事が見え、女神とされている。

## 備考
- 『古事記伝』では、井光のあった地を飯貝（現吉野町飯貝）とし、「伊比加比」が訛って「イヒカ」になったとする考察をしている[4]。
- 『古事記』では、のちに大和国の忍坂（現桜井市）においても尾の生えた土雲が大室（『記伝』では土中の室で山腹に横穴を掘ったものと解釈）にいた記述があるが、八十猛が久米の歌を歌ったのちに刀を抜き、斬殺している[5]（従った吉野の国津神とは対照的な記述となっている）。